# Lochermühle
Lochermühle ist ein Ortsteil im Stadtteil Sand von Bergisch Gladbach.

## Geschichte

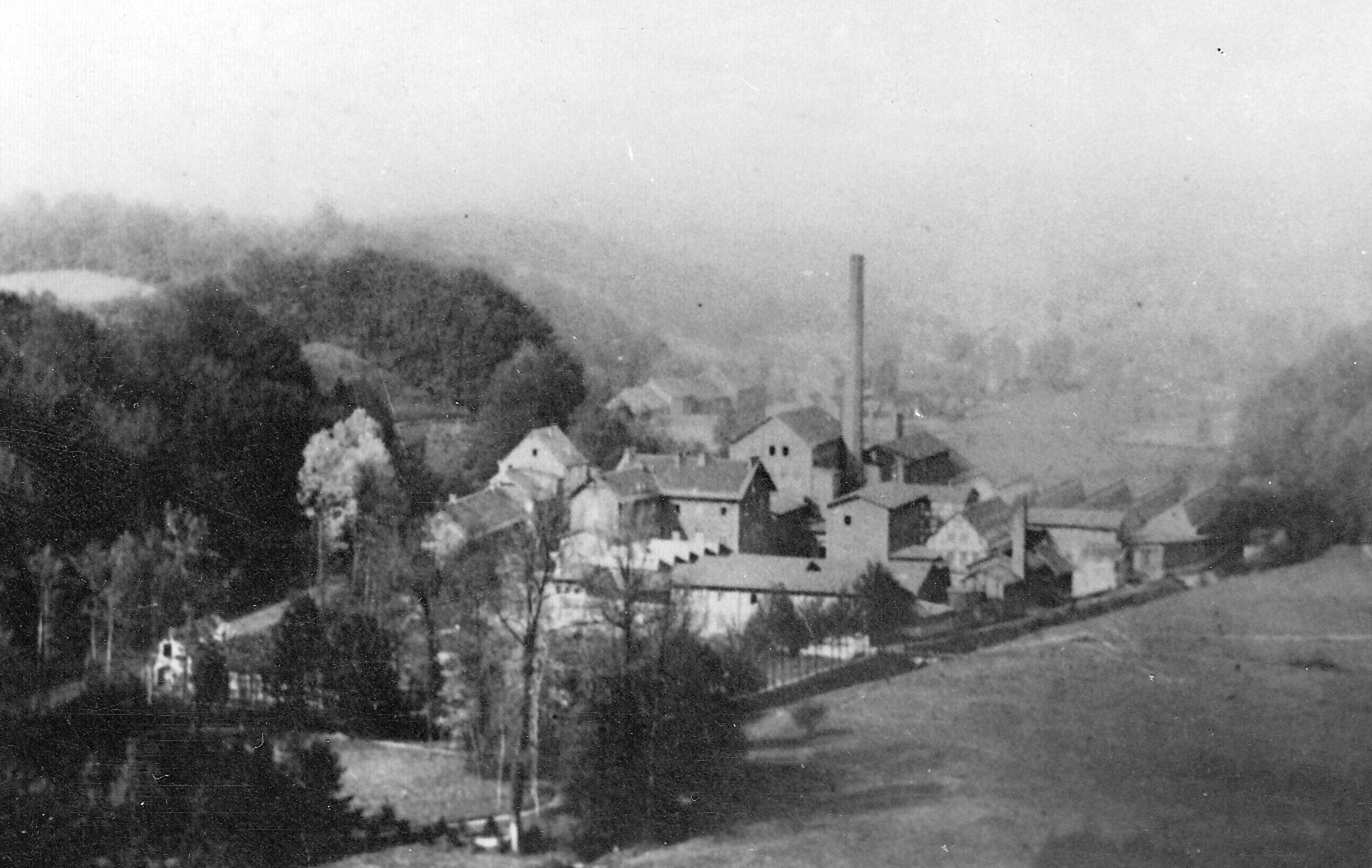
Die Streichgarn- und Merino-Spinnerei vom Hövel & Co. um 1900

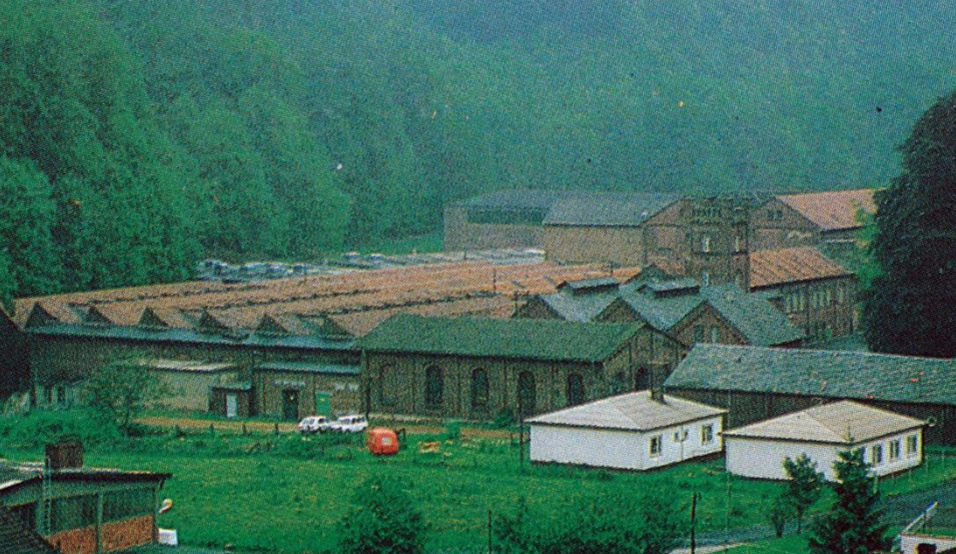
Lochermühle 1970

Der Name Lochermühle bezeichnet das ehemalige Fabrikgelände der Rheinischen Wollspinnerei, das sich zu beiden Seiten der Strunde südlich von Rommerscheid erstreckt. Die dort angesiedelte Locher Mühle war am Ende des 16. Jahrhunderts als Pleißmühle angelegt worden. In den 1960er Jahren wurde die Produktion eingestellt und das Gelände anderweitig genutzt. Dort befindet sich seit dieser Zeit der so genannte Strunde-Park mit vorwiegend Gewerbebetrieben und Einkaufsmärkten aber auch mit Wohnbebauung. Der Siedlungs- und Mühlenname bezog sich auf die Geländeformation des Strundetals.
Aus Carl Friedrich von Wiebekings Charte des Herzogthums Berg 1789 geht hervor, dass Lochermühle zu dieser Zeit Teil der Honschaft Sand war.
Unter der französischen Verwaltung zwischen 1806 und 1813 wurde das Amt Porz aufgelöst und Lochermühle wurde politisch der Mairie Gladbach im Kanton Bensberg zugeordnet. 1816 wandelten die Preußen die Mairie zur Bürgermeisterei Gladbach im Kreis Mülheim am Rhein. Mit der Rheinischen Städteordnung wurde Gladbach 1856 Stadt, die dann 1863 den Zusatz Bergisch bekam.
Der Ort ist auf der Topographischen Aufnahme der Rheinlande von 1824, auf der Preußischen Uraufnahme von 1840 und ab der Preußischen Neuaufnahme von 1892 auf Messtischblättern regelmäßig ohne Namen verzeichnet. 
| Jahr | Einwohner | Wohn- gebäude | Kategorie                         | Abweichende Bezeichnung |
| ---- | --------- | ------------- | --------------------------------- | ----------------------- |
| 1822 | 5         |               | Walkmühle und Spinnerei           | Loch                    |
| 1830 | 16        |               | Tuchwalkmühle und Wollenspinnerei | Loch                    |
| 1845 | 12        | 1             | Walkmühle und Wollspinnerei       |                         |
| 1871 | 37        | 1             | Mühle                             |                         |
| 1885 | 30        | 3             | Wohnplatz                         |                         |
| 1905 | 21        | 4             | Wohnplatz                         |                         |